# Стэндер, Лайонел
Лайонел Джей Стэндер (англ. Lionel Jay Stander; 11 января 1908, Бронкс, Нью-Йорк, США — 30 ноября 1994, Лос-Анджелес, США) — американский актёр кино, театра, радио и телевидения. Сыграл более 130 ролей, среди которых первое кинематографическое воплощение Арчи Гудвина — героя цикла романов Рекса Стаута. Подвергался в 1940-х — 1950-х годах гонениям за свои политические взгляды, был занесён в «чёрный список» Голливуда.

## Биография
Лайонел Джей Стэндер родился в Бронксе, Нью-Йорк в 1908 году в семье евреев-эмигрантов из России. После завершения школы поступил в Университет Северной Каролины в Чапел-Хилл, где впервые принял участие в студенческих театральных постановках. Профессиональная карьера началась в 1928 году ролью полицейского в пьесе Э. Э. Каммингса «Him» в одном из театров в Гринвич-Виллидж. В 1932 году Лайонел Стэндер получает первую небольшую роль в  кинокомедии «In the Dough». Спустя три года, в течение которых ему удаётся сняться только в нескольких эпизодических ролях, он приглашён в фильм «Подлец» (англ. The Scoundrel) с Ноэлом Кауардом в главной роли. Стэндер переезжает в Голливуд и заключает контракт с Columbia Pictures, в соответствии с которым снимается в нескольких картинах, в том числе в фильме «Звезда родилась» (1937), завоевавшим 2 премии Оскар. Ценителям творчества Рекса Стаута Лайонел Стэндер известен по роли Арчи Гудвина. В кино этот образ появился именно в его исполнении в фильмах «Познакомьтесь с Ниро Вульфом» (1936) и «Лига перепуганных мужчин» (1937). Работа Стэндера не понравилась автору романов, считавшему, что лучшим исполнителем роли Арчи мог стать только Хамфри Богарт. На основании этого он отказался продавать права Голливуду на экранизацию своих последующих произведений.
Запоминающийся хриплый голос Стэндера, создающий образ невозмутимого «крутого парня», делают его популярным радио актёром. В программах CBS он создаёт десятки образов в радио-постановках и развлекательных программах.
Лайонел Стэндер всегда придерживался  либеральных взглядов и выступал сторонником деятельности  профессиональных союзов. Он был одним из создателей в 1933 году Гильдии киноактёров США. В 1936—1937 годах активно боролся против засилия ставленников мафии в профсоюзах, участвовал в забастовках. В 1938 году Columbia Pictures пригрозила использовать всё своё экономическое влияние в Голливуде в отношении студии, которая заключила бы контракт со Стэндером. Если к 1937 году он снялся в 15 фильмах, то в 1937—1938 годах только в 6, ещё столько же ролей исполнил до 1943 года.
В 1940 году общественной активностью Лайонела Стэндера заинтересовалась комиссия по расследованию антиамериканской деятельности  (HUAC), посчитавшая его взгляды прокоммунистическими. Из-за недостаточности фактов и в связи с переключением внимания комиссии на начавшуюся Вторую мировую войну обвинения в отношении Стэндера были сняты. До начала 1950-х давление на него было ослаблено. Он снялся в нескольких фильмах независимых студий. В 1951 актёр Марк Лоуренс сообщил HUAC, что Стэндер был руководителем его коммунистической «ячейки» и активно вёл политическую пропаганду. Стэндер опроверг эти заявления и выдвинул против Лоуренса иск о клевете. Не дожидаясь судебного разбирательства последний уехал в Европу. Спустя два года Лайонел Стэндер на очередном заседании выступил с заявлением, в котором отказался сотрудничать с комиссией. Один из тезисов его речи (о его «одурманивании» коммунистами):
Я не был одурачен или одурманен, никакой дури-шмури. Я абсолютно осознавал, что делаю, и не стыжусь того, что сказал публично или в частной беседе... // англ. I am not a dupe, or a dope, or a moe, or a schmoe...I was absolutely conscious of what I was doing, and I am not ashamed of anything I said in public or private...
Эта фраза сейчас высечена на памятном камне в Университете Южной Калифорнии с пометкой «Первая поправка к Чёрному списку».
Лайонел Стэндер был внесён в «чёрный список» Голливуда, его актёрская карьера в США завершилась.
После неудачных попыток найти любую работу, Стэндер уехал в Европу. В Лондоне он участвует в ряде постановок по Бертольту Брехту, снимается у Романа Полански в фильме «Тупик». Перебравшись в Рим, Стендер играет в нескольких Спагетти-вестернах. Известна его эпизодическая роль бармена Макса в «Однажды на Диком Западе» Серджо Леоне. Не имея каких-либо ограничений на въезд в США, он снимается и в некоторых американских фильмах: Банда, не умевшая стрелять (1977), «Нью-Йорк, Нью-Йорк» (1977) Мартина Скорсезе, «Тысяча девятьсот сорок первый» (1979) Стивена Спилберга.
В 1979 году Лайонел Стэндер окончательно возвращается в Америку. Он снимается в телесериалах, и даже получает премию Золотой глобус за роль второго плана в сериале «Супруги Харт» 1979—1984. Одной из последних работ актёра стало озвучивание персонажа Кап в мультфильме «Трансформеры».

## Дополнительная информация
- Лайонел Стэндер был женат 6 раз, от этих браков он имел 6 дочерей.
- В фильме «Загнанных лошадей пристреливают, не правда ли?» режиссёр Сидни Поллак в роли директора танцевального марафона хотел видеть Лайонела Стэндера. По нескольким обстоятельствам актёр эту роль не получил. Её исполнил Гиг Янг, ставший в результате лауреатом «Оскара» — лучшим актёром второго плана[2].